# South Pickenham
South Pickenham is een civil parish in het bestuurlijke gebied Breckland, in het Engelse graafschap Norfolk met 101 inwoners.